# لانس واتسون
لانس واتسون (بالإنجليزية: Lance Watson)‏ (6 أكتوبر 1983 بنيدرلاند في الولايات المتحدة - ) هو لاعب كرة قدم أمريكي في مركز الوسط. لعب مع سبورتينغ كانساس سيتي وIndiana Invaders ‏ وChicago Fire U-23 ‏ وAustin Aztex FC ‏.

## وصلات خارجية
- لانس واتسون على موقع الدوري الأمريكي (الإنجليزية)
- لانس واتسون على موقع قاعدة بيانات كرة القدم.إي يو (الإنجليزية)